# Münzmeisterzeichen

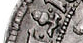
Mmz. Eichel am Stiel

Münzmeisterzeichen (Abkürzung Mmz.) sind oft die Anfangsbuchstaben der Namen der Münzmeister einer Münzstätte oder kleine Bildzeichen (Kreuz, Stern, Wappen, Gerät u. a.) etwa in der Größe der Buchstaben einer Münzumschrift zur Kennzeichnung der unter ihrer Leitung erfolgten Münzprägungen. Der Münzmeister übernahm mit seinem Zeichen die Gewähr für die ordnungsgemäße Ausbringung seiner Gepräge. Bereits in der Zeit der Brakteatenprägungen wurden Münzmeisterzeichen verwendet, die jedoch nur selten erklärbar sind. Seit Beginn der Talerprägungen sind sämtliche Münzmeisterzeichen bekannt.
Das Bild rechts zeigt das Münzmeisterzeichen „Eichel am Stiel“ des Dresdner Münzmeister Constantin Rothe auf einem kursächsischen Reichstaler Johann Georgs II. von 1662.

## Varianten

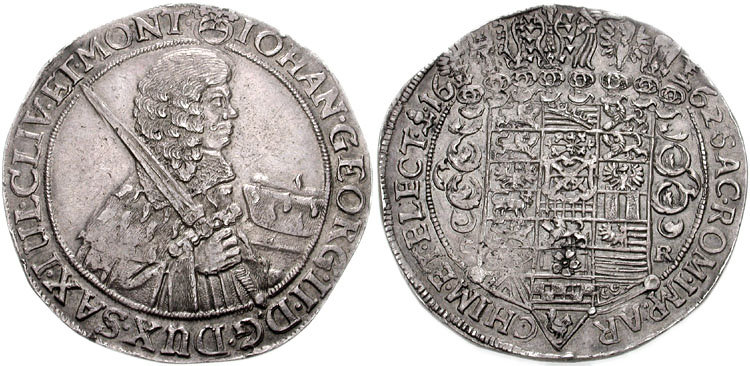
Erbländischer Taler (breiter Taler) Johann Georgs II. 1662, Mmz. C–R und Eichel, Münzmeister Constantin Rothe, Münzstätte Dresden

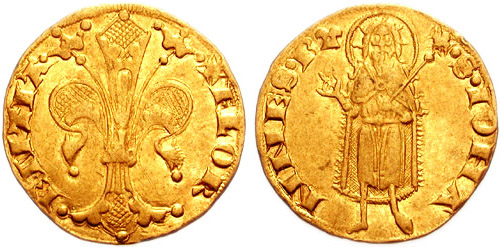
Florin von 1347 mit Wappen- und Emissionszeichen

Mitunter sind Bild- und Buchstabenzeichen auf einer Münze vorhanden. Meistens befindet sich in diesem Fall das Bildzeichen  in der Umschrift der Münze und die Buchstaben sind im Feld geteilt zu beiden Seiten des Münzwappens angeordnet. Oftmals verwendeten Münzmeister ihre Wappenbilder als Münzmeisterzeichen. Beispiele von Münzmeisterzeichen sind:

### Sachsen
- Constantin Rothe, Münzmeister 1640–1678 in Dresden, setzte auf seine Münzprägungen die Buchstaben C–R und überdies die Eichel am Zweig aus seinem Familienwappen.
- Andreas Alnpeck, letzter Münzmeister der Münzstätte Freiberg, führte von 1546 bis 1555 einen sechsstrahligen Stern und von 1554 bis 1555 auch den Adlerkopf aus seinem Wappenschild als Münzmeisterzeichen.
- Ernst Peter Hecht, Münzmeister 1693–1714 in Leipzig, verwendete als Münzmeisterzeichen die Buchstaben E P H und zusätzlich den Hecht aus seinem Wappen.

### Brandenburg
- Paul Mühlrad, Münzmeister 1538–1542 in Berlin setzte auf seine Gepräge ein Mühlrad.

### Mecklenburg
- Johann Hund (1512–1526) verwendete einen Hund als redendes Wappen und Beizeichen in den Winkeln des Kreuzes auf den Rostocker Schillingen.

### Böhmen

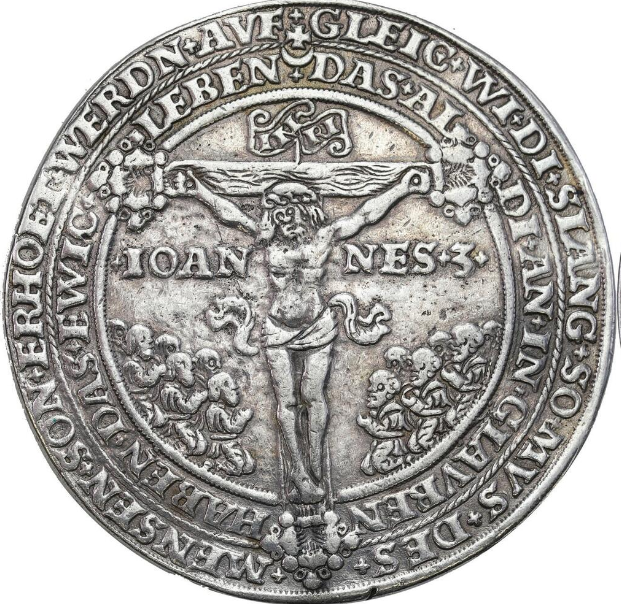
Pesttaler aus Joachimsthal von Utz Gebhardt mit seinem Münzmeisterzeichen Halbmond und Kreuz

- Utz Gebhard, Münzmeister 1527–1530 in St. Joachimsthal verwendete Halbmond und Kreuz u. a. auf seinem sogenannten Pesttaler. Ungewöhnlich ist, dass er es beidseitig aufprägte. Diese Erscheinung findet man sonst auf Zwittermünzen.
- Ruprecht Pullacher, Münzmeister 1544–1563 in St. Joachimsthal verwendete einen Kamelkopf als Münzmeisterzeichen.[2]
- Georg Kadner, Münzmeister 1577–1582 in St. Joachimsthal verwendete einen Greifsrachen als Münzmeisterzeichen.[3]
- Paul Hoffmann, Münzmeister 1583–1599 in St. Joachimsthal verwendete einen Halbmond und darüber fünfblättrige Rose.[4]
- Christof Taubenreutter, Münzmeister 1600–1604 in St. Joachimsthal verwendete eine doppelte Lilie als Münzmeisterzeichen.[5]
- Hans Gipfel, Münzmeister 1604–1606 in St. Joachimsthal verwendete einen Halbmond mit drei Sternen als Münzmeisterzeichen.[6]
- Centurio Lengenfelder, 1606–1621 in St. Joachimsthal verwendete einen Löwenkopf als Münzmeisterzeichen.[7]
- Gregor Steinmüller, Münzmeister 1621–1632 in St. Joachimsthal verwendete den Adlerflügel als Münzmeisterzeichen.[8]
- Johann Jakob Küttner, Münzmeister 1637–1649 in St. Joachimsthal verwendete eine Krone als Münzmeisterzeichen.[9]
- Johann Freistein, Münzmeister 1649–1650 in St. Joachimsthal verwendete einen Vogel als Münzmeisterzeichen.[10]
- Paul Wenzel Seeling, Münzmeister 1668–1670 in St. Joachimsthal verwendete eine Sanduhr als Münzmeisterzeichen.[11]

### Florenz
- Die Münzmeister setzten außer den Emissionszeichen auch ihre Wappenzeichen auf Florentiner Goldmünzen.

## Einführung und Ablösung der Münzmeisterzeichen
Die Münzmeisterzeichen erscheinen ab dem späten Mittelalter.  Sie wurden größtenteils in der zweiten Hälfte des 19. Jahrhunderts durch das Münzzeichen in Form eines Buchstabens zur Bezeichnung der Münzstätte ersetzt. Zuerst löste Frankreich (Münzstätte Paris) bereits im 16. Jahrhundert die Münzmeisterzeichen durch Münzzeichen zur Bezeichnung der Münzstätte ab. Die Münzstätte Berlin führt bereits seit Mitte des 18. Jahrhunderts bis heute das Münzzeichen A.

## Münzmeisterzeichen, Münzzeichen, Signatur

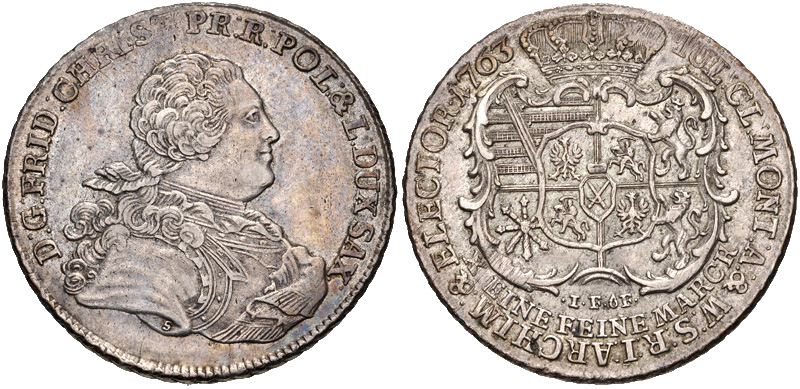
Speciestaler 1763, Mmz. I F ô F, Münzmeister Johann Friedrich ô Feral, Münzstätte Leipzig Am Armabschnitt Signum S, Medailleur Johann Friedrich Stieler

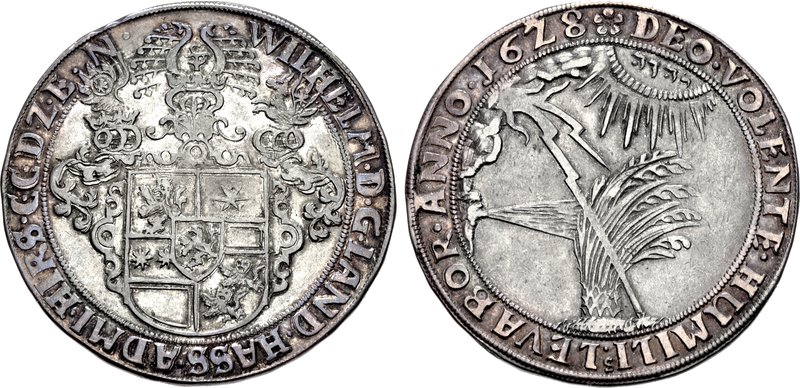
Hessen-Kassel, Weidenbaumtaler von 1628 Mmz. TS als Monogramm zwischen den Hörnern des Landgrafenhelms

Mitunter befindet sich auf Münzen zusätzlich noch die Signatur des Münzgraveurs oder nur die Künstlersignatur. Zum Beispiel auf dem Speciestaler von 1763 befindet sich das Mmz. I F ô F des Münzmeisters Johann Friedrich ô Feral der Münzstätte Leipzig  und am Armabschnitt das Signum S des Medailleurs Johann Friedrich Stieler.
Das Münzmeisterzeichen darf demzufolge nicht mit der Münzsignatur verwechselt werden.
Verwechslungsgefahr besteht ebenfalls mit Münzzeichen zur Bezeichnung der Münzstätte, wenn das Münzmeisterzeichen nur aus einem einzigen Buchstaben besteht.

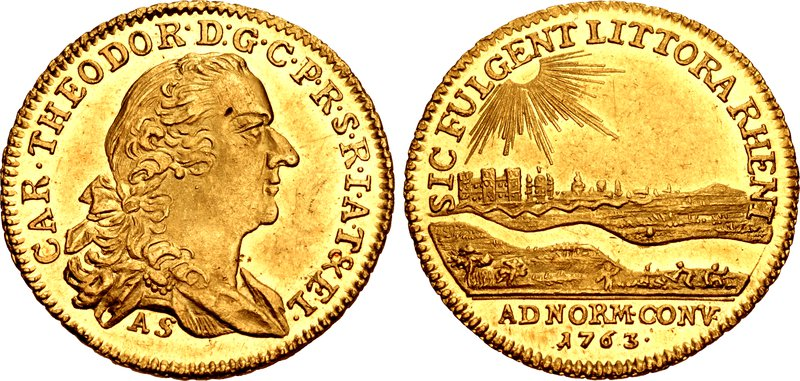
Kurpfälzischer Flussgolddukaten von 1763 mit dem Prägezeichen „AS“, Münzmeisterzeichen und zugleich Künstlersignatur von Anton Schäffer

Es kommen mitunter auch Monogramme als Münzmeisterzeichen vor, zum Beispiel bei Weidenbaumtalern des Münzmeisters Terenz Schmidt der Münzstätte Kassel mit dem verschlungenen Münzmeisterzeichen „TS“. Monogramme sind sonst eher bei Stempelschneidersignaturen anzutreffen und sind daher eine weitere Verwechslungsgefahr.
Es ist auch möglich, dass das Münzmeisterzeichen und die Künstlersignatur des Medailleurs oder Münzstempelschneiders auf einer Münze identisch sind. So zum Beispiel bei kurpfälzischen Münzen mit dem Prägekennzeichen „A S“. Das ist die Künstlersignatur und zugleich auch das Münzmeisterzeichen des kurpfälzischen Hof-Medailleurs, Münzstempelschneiders und Münzmeisters Anton Schäffer in einer Person. Siehe als Beispiel dazu die Abbildung des Flussgolddukaten von Karl Theodor von der Pfalz aus dem Jahr 1763.

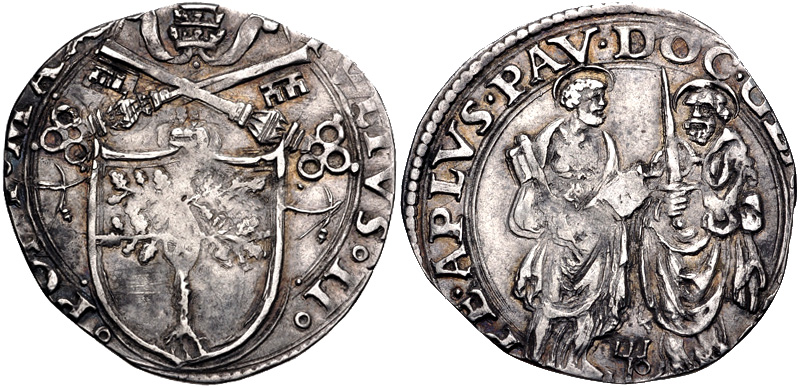
Giulio (beschnitten) von Papst Julius II. mit Bankiersmarke „Dreizack“ auf der Rückseite unten

Eine Besonderheit ist die Verwendung einer Bankiersmarke als Münzmeisterzeichen auf einem  Giulio des Kirchenstaats von Papst Julius II. Auf der Rückseite unten zwischen den beiden Heiligen St. Peter und St. Paul ist die dreizackförmige Bankiersmarke der Fugger aus Augsburg zu sehen, die die Papstwahl von Julius II. mit Krediten finanziert hatten. Der Dreizack auf dem Giulio bezeugt die Kreditvergabe der Fugger für die Papstwahl.

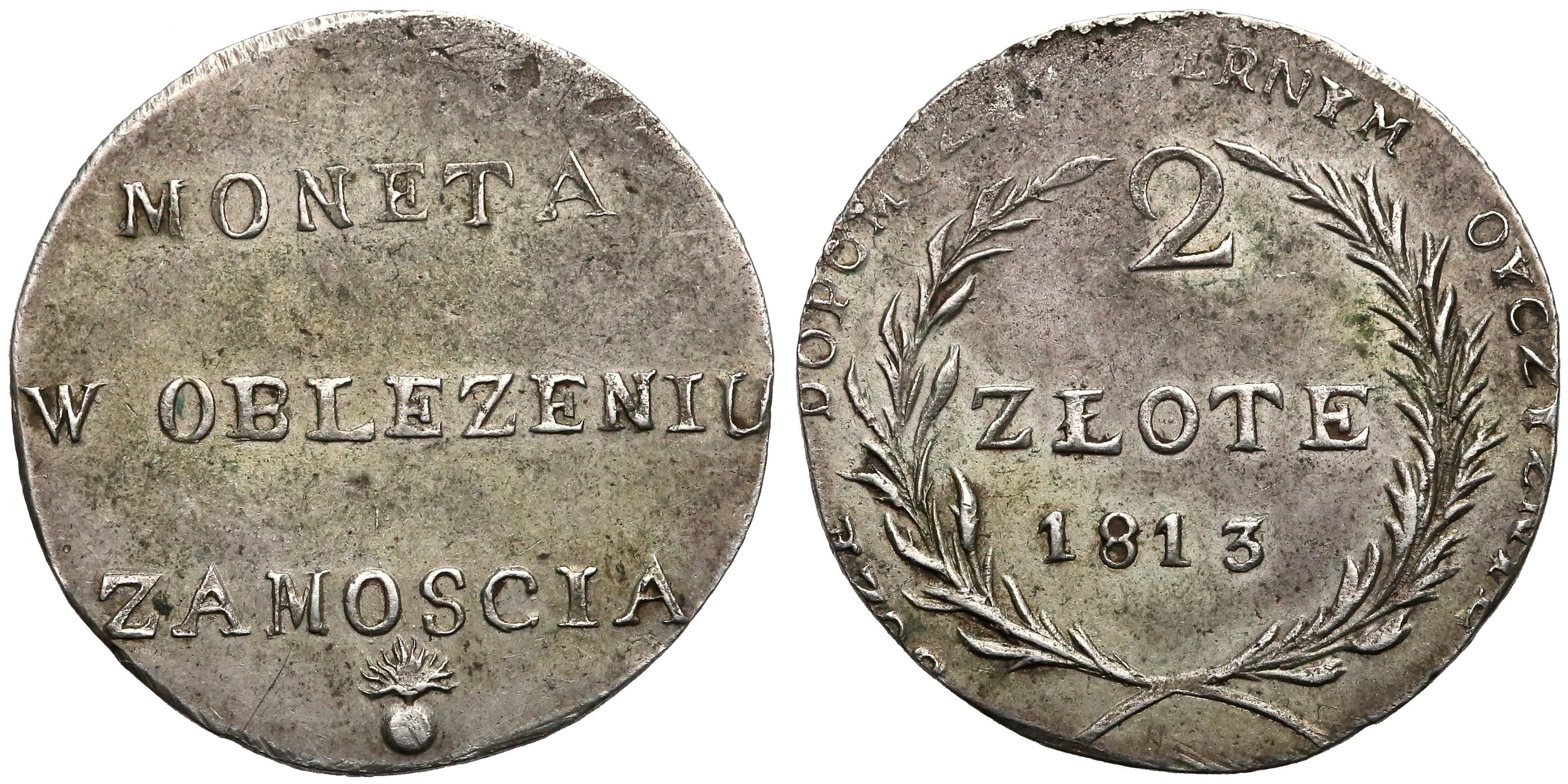
2 Złote 1813, Notmünze von Zamość mit Münzmeisterzeichen „Granate mit brennender Lunte“

Ein besonderes und wohl einmaliges Münzmeisterzeichen ist auf den Notmünzen von Zamość aufgeprägt. Die silbernen Notmünzen zu 2 Złote von 1813 tragen das Münzmeisterzeichen „Granate mit brennender Lunte“, das auch als „Bombe“  bezeichnet wird.
Die Notmünzen von Zamość sind Belagerungsmünzen, lateinisch numi obsidionales der belagerten Festung Zamość von 1813. Sie wurden während der Belagerung durch russische Truppen von der polnisch-sächsischen Garnison unter General Haucke geprägt. Die Prägungen sind den Umständen entsprechend provisorisch aber vollwertig ausgeführt.
Andere Bezeichnungen der silbernen Notmünzen zu 2 Złote sind 1⁄3 Taler oder 2 Gulden (nach Rudolf Lorenz, August Brause Mansfeld u. a.).
Die meisten Belagerungsmünzen sind ohne Prägezeichen ausgeführt worden. Das Zeichen ist somit eine weitere Besonderheit.
Nicht selten wurden Münzen ohne Datierung und ohne Angabe des Münzherrn bzw. des Landes geprägt. Erklärbare Münzmeisterzeichen können die Bestimmung undatierter und nicht lokalisierter Münzen ermöglichen.